# Niccolò Jommelli
Niccolò Jommelli (Aversa, Reino de Nápoles, 10 de septiembre de 1714 - Nápoles, Reino de Nápoles, 25 de agosto de 1774) fue un compositor italiano, miembro de la escuela napolitana, principalmente en el campo de la ópera seria.

## Su vida

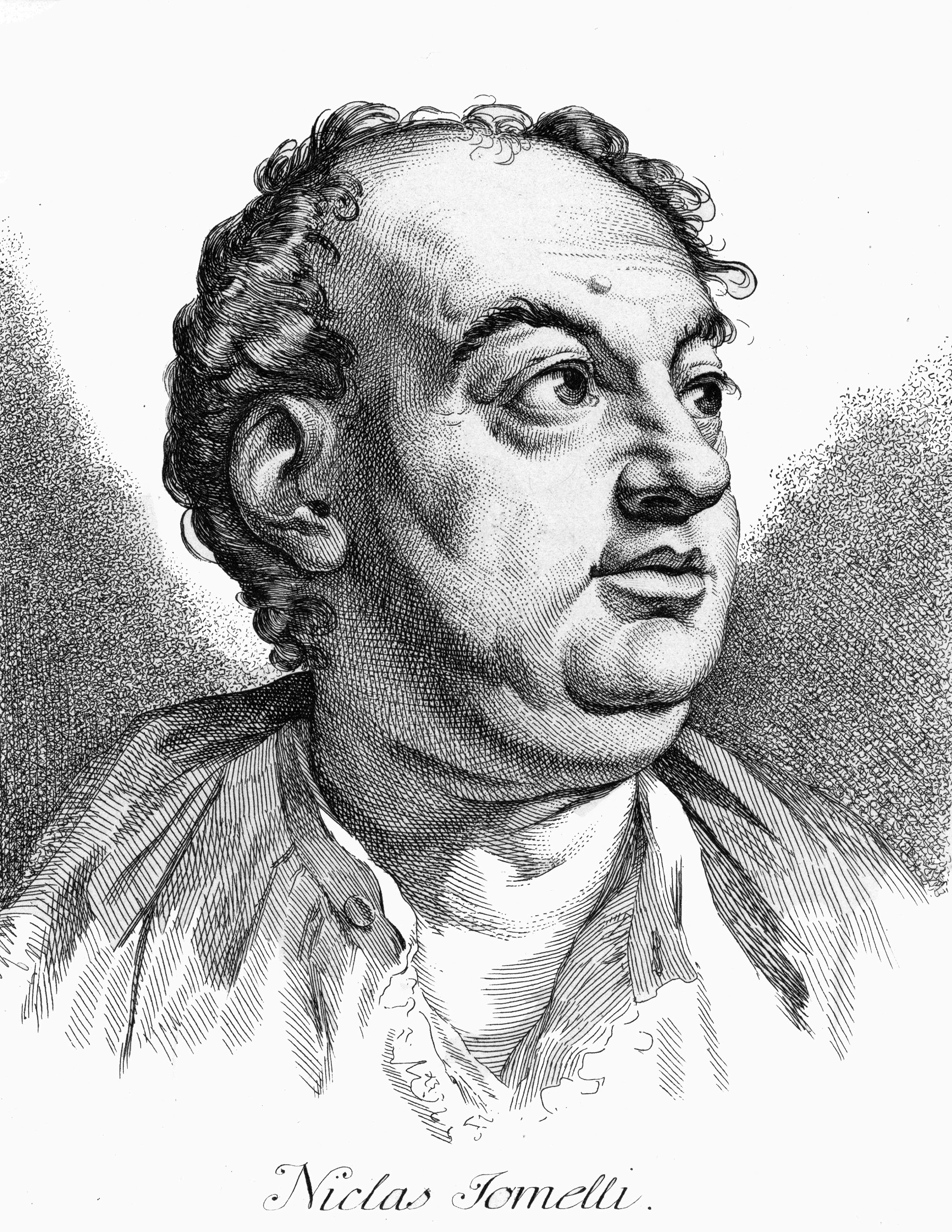
Niccolò Jommelli

Nació en la ciudad de Aversa, en el Reino de Nápoles, de Francesco Antonio y Margherita Cristiano. Tras estudiar con el canónigo Mozzillo (o Muzzillo) de la catedral de su ciudad natal, continuó sus estudios en Nápoles en el Conservatorio de San Onofrio con Durante, y después en el Conservatorio de la Pietà dei Turchini (1728) con Prato, Mancini, Feo, Leo y, según el marqués de Villarosa, Fago.
A partir de 1736 fue maestro de capilla del marqués de Ávalos quien se convirtió en su protector y le ayudó desde su primera actuación en el Teatro Nuevo de Nápoles con su ópera bufa L’errore amoroso, a esta le siguió en 1738 Odoardo. El éxito alcanzado con estas obras le abrió las puertas de otros escenarios italianos, Roma (1740) y Bolonia (1741), donde conoció a Padre Martini, el más famoso músico italiano de la época. A partir de 1741 fue miembro de la Academia Filarmónica de Venecia, donde Hasse lo nombró director del Conservatorio degli Incurabili (1743-1747). Durante estos años su prestigio era tan grande que se le pidió que seleccionara al candidato para el puesto de maestro de coro en Nápoles.
Entre 1748 y 1750 estuvo en Viena, representó su ópera Didone y se ganó la admiración de María Teresa I de Austria y de Pietro Metastasio, poeta y libretista con el que hizo algunas colaboraciones. De regreso en Roma fue nombrado maestro de capilla adjunto de la basílica de San Pedro. En 1753 fue nombrado por el duque de Wurtemberg maestro de capilla en la corte de Stuttgart, con Brescianello. Aquí permaneció durante 16 años con un salario anual de 4.000 florines. Durante esta época amplió su cultura, que no se dedicaba solamente al campo musical. También equilibró la tradición italiana de la ópera seria con la técnica instrumental alemana y el teatro francés. Fue nombrado director general del teatro de la ciudad, consiguiendo elevar el nivel artístico de la orquesta, canto, mecanismos escénicos, danza… Se rodeó de instrumentistas famosos como Lolli y Nardini y de coreógrafos como Vestris y Noverre que hicieron que fuera reconocida su labor en toda Europa. Durante su etapa en Stuttgart compuso entre otras, Fetonte (1753), Catone in Utica (1754) y las nuevas versiones de Ezio (1758) y de Didone abbandonata (1763).
En 1769 las envidias suscitadas y la mala salud de su esposa le hicieron regresar a su ciudad natal, Aversa, donde se retiró para componer música de cámara y música sagrada, entre la que destaca su Miserere, escrito poco antes de su muerte.

## Su obra

### Música instrumental
6 Sonatas a 2 flautas o dos violines y bajo continuo; varios tríos; 4 Divertimenti para dos violines, alto y bajo; sinfonías; oberturas; un Concerto a 10, para clavecín principal y orquesta.

### Música vocal
Cantatas profanas y religiosas; para iglesia, misas, ofertorios, salmos, motetes, himnos…; oratorios, de los que solo se conservan 7.

### Óperas
Escribió aproximadamente 60 óperas, algunas modificadas varias veces. A continuación se citan las que se conservan con el año y el lugar de estreno:
- Don Trastullo 1749
- L’errore amoroso, Nápoles, 1737.
- Odoardo, Nápoles, 1737.
- Ricimero, Roma, 1740.
- Astianatte, Roma, 1741.
- Merope, Venecia, 1741.
- Ezio, Bolonia, 1741.
- Semiramide riconosciuta, Turín, 1741.
- Don Chichibio, Roma, 1742.
- Eumene, Bolonia, 1742.
- Tito Manlio, Bolonia, 1743.
- Demofoonte, Padua, 1743.
- Creso, Roma, 1743.
- Ciro riconosciuto, Bolonia, 1744.
- Didone abbandonata (1.ª versión), Roma, Roma, 1746.
- Caio Mario, Roma, 1746.
- Ezio, (2.ª versión), Nápoles, 1748.
- Merope (2.ª versión), Viena, 1749.
- Achille in Sciro, Viena, 1749.
- Catone in Utica, Viena, 1749.
- Demetrio, Parma, 1749.
- Artaserse (ópera seria) y Don Trastullo (intermezzo), Roma, 1749.
- Armida abbandonatta, Roma, 1750.
- L’uccellatrice, Venecia, 1750. Modificda con el título de Il paretaio, París, 1753.
- Ipermestra, Spoleto, 1751.
- Caio Mario (2.ª versión), Bolonia, 1751.
- Ifigenia in Aulide, Roma, 1751.
- Talestri, Roma, 1752.
- Attilio Regolo (1.ª versión), Roma, 1753.
- Demofoonte (2ª versión), Milán, 1753.
- La clemenza di Tito, Stuttgart, 1753.
- Bajazet, Turín, 1753.
- Fetonte, Sttutgart, 1753.
- Lucio Vero, Milán, 1754.
- Catone in Utica, Stuttgart, 17554.
- Andromaca, Londres, 1755.
- Pelope y Enea nel Lazio, Stuttgart, 1755.
- Artaserse (2ª versión), Stuttgart, 1756.
- Tito Manlio (2ª versión), Venecia, 1756.
- Creso (2ª versión), Roma, 1757.
- Temistocle, Nápoles, 1757.
- Ezio (3ª versión), Stuttgart, 1758.
- Nitteti, Stuttgart, 1759.
- Alessandro nell’Indie, Stuttgart, 1760.
- Attilio Regolo (2ª versión), Nápoles, 1761.
- L'Olimpiade, Sttuttgart, 1761.
- Semiramide in bernesco, Stuttgart, 1762.
- Didone abbandonata (3ª versión), Stuttgart, 1763.
- Demofoonte (3ª versión), Stuttgart, 1764.
- La schiava liberata, Stuttgart, 1764.
- La clemenza di Tito (2ª versión), Ludwigsburg, 1765.
- Il re pastore, Ludwigsburgo, 1766.
- Vologeso, Ludwigsburgo, 1766.
- Il matrimonio per concorso, Milán, 1768.
- Fetonte (2ª versión), Ludwigsburg, 1768.
- Demofoonte (4ª versión), Nápoles, 1770.
- Nitteti (2ª versión), Lisboa, 1770.
- Achille in Sciro (2ª versión), Roma, 1771.
- La clemenza di Tito (3ª versión), Lisboa, 1771.
- Ifigenia in Tauride, Nápoles, 1771.
- Ezio (4ª versión), Lisboa, 1772.
- Cerere placata, Festa teatrale, Nápoles, 1772.
- L'Olimpiade (2ª versión), Lisboa, 1774.
- Il trionfo di Clelia, Lisboa, 1774.
- Demofoonte (5ª versión), Lisboa, 1775.